# Cyclocephala setosa
Cyclocephala setosa är en skalbaggsart som beskrevs av Hermann Burmeister 1847. Cyclocephala setosa ingår i släktet Cyclocephala och familjen Dynastidae. Inga underarter finns listade i Catalogue of Life.